# Колонада
Колонада у архитектури је низ стубова поређаних у једном или више редова. Колонаде могу бити на правоугаоној и кружној основи архитектонског плана